# 1428

## Esdeveniments
Països Catalans
- 2 de febrer: Terratrèmol de Catalunya de 1428, amb epicentre a Queralbs, el Ripollès, magnitud 6,5 a l'escala de Richter.
- Resta del món

## Naixements
Països Catalans
Resta del món
- 21 de setembre - Pequín, Xina: Zhu Qiyu, setè emperador de la Dinastia Ming amb el nom de Jingtai (m. 1457).[1]

## Necrològiques
Països Catalans
Resta del món
- 3 de febrer - Japó: Ashikaga Yoshimochi, vintè shogun.